# Hana Jalloul
Hana Jalloul Muro (ur. 8 kwietnia 1978 w Saragossie) – hiszpańska polityczka i nauczycielka akademicka, w latach 2020–2021 sekretarz stanu w hiszpańskim rządzie, posłanka do Zgromadzenia Madryckiego i Kongresu Deputowanych, deputowana do Parlamentu Europejskiego X kadencji.

## Życiorys
Córka Hiszpanki i Libańczyka. W latach 1998–2003 studiowała nauki polityczne i administrację, specjalizując się w stosunkach międzynarodowych. W 2005 na Uniwersytecie Complutense w Madrycie uzyskała magisterium z zakresu Unii Europejskiej. Doktoryzowała się na tej samej uczelni w 2015. Pracowała m.in. jako nauczycielka akademicka na Universidad Nebrija oraz na Uniwersytecie Karola III w Madrycie. W latach 2018–2019 była zatrudniona w gabinecie delegata rządu w Madrycie. Zaangażowała się w działalność polityczną w ramach Hiszpańskiej Socjalistycznej Partii Robotniczej (PSOE). W latach 2019–2020 i 2021–2023 zasiadała w parlamencie Wspólnoty Madrytu. Od stycznia 2020 do marca 2021 zajmowała stanowisko sekretarza stanu do spraw imigracji w resorcie przeciwdziałania wykluczeniu, zabezpieczenia społecznego i migracji.
W grudniu 2023 objęła zwolniony przez Margaritę Robles mandat posłanki do Kongresu Deputowanych XV kadencji. W 2024 została wybrana do Parlamentu Europejskiego X kadencji.